# Бил Шанкли
Уилям (Бил) Шанкли (на английски: Bill Shankly) е шотландски футболист и треньор, един от най-успешните и уважавани футболни мениджъри. Той става легендарен с постиженията си като мениджър в Ливърпул.

## Биография
Роден е в Еърширското миньорско село Гленбък.

### Футболна кариера
Както 49 от неговите приятели съселяни, между края на 19. и началото на 20. век, Шанкли става професионален футболист. Футболът в Гленбък е облекчение от тежката работа в мините. През 1932 той подписва договор с Карлайл Юнайтед и след година показва напредък, премествайки се в Дийпдейл – домът на Престън Норт Енд. Забележителната кариера на крилото, която му донася седем участия за Шотландия е жестоко прекъсната от война през 1939 г. Когато през сезон 1946/47 започва организиран професионален футбол в Англия, Шанкли е 33-годишен и краят на кариерата му наближава бързо. Той просто решава, че ще стане най-великият футболен мениджър за всички времена.

### Мениджърска кариера
По времето когато председателят на Ливърпул – Т. В. Уилямс го назначава за мениджър на клуба през декември 1959, Шанкли е бил мениджър за повече от десетилетие с почти никакъв успех. Той започва мениджърската си кариера в клуба, който му е дал шанс в професионалния футбол 17 години по-рано – Карлайл Юнайтед.
Стремглаво пътуване по северните клубове го довежда до по-нататъшна работа на кормилото на Гримзби, Уъркингтън и на Хъдърсфийлд, където той дава шанс на 16-годишния младеж Денис Лоу. Шанкли изглежда склонен да изпада в противоречия с ръководствата на тимовете, понеже не чувства от тяхна страна същата отдаденост към тима. Той напуска Карлайл и Гримзби заради липса на финансова подкрепа от директорите и често се вбесява на хора, които просто не споделят неговата страст към играта. Самата отдаденост и ентусиазъм заинтригуват Т. В. Уилямс преди години когато е бил на интервю за свободното мениджърско място в Ливърпул през 1951 г. Тогава изглежда, че той не е достатъчно голямо име за клуба, но този път Уилямс усеща, че Ливърпул и Шанкли са един за друг.
Посредственият Ливърпул през 1959 е изпаднал в старата Втора дивизия, с рушащ се стадион, с жалки тренировъчни бази и с много тромави играчи – предизвикателството, пред което се изправя Шанкли е огромно. Той освобождава 24 играчи. В лицето на Боб Пейсли, Джо Фейгън и Рубен Бенет клубът разполага с опитен и находчив състав. Шанкли няма намерение да се разделя с тях. Новото при Шанкли е катализаторът, от който се нуждаят, за да израснат и да се развият в техните роли в клуба. Отначало бавно, а после със засилващо се темпо, Шанкли и неговите помощници изправят Ливърпул на крака. Публиката на Анфийлд усеща промяната. Трибуните на стадиона започват да се пълнят и бързо е спечелена промоция в Първа дивизия. Шанкли изгражда състава около двама ключови играчи, които той довежда, и двамата шотландци – Рон Йеитс и Йън Сейнт Джон. „Червените“ печелят с лекота титлата във втора дивизия през сезон 1961/62, завършвайки на осем точки пред втория и събират 62 точки (при две точки за победа) и отбелязват 99 гола.
Превъзходството над Евертън в град Ливърпул е първата цел на Шанкли, след като вече издига клуба на върха и през сезон 1963/64 Евертън предава титлата на своите съседи, като Ливърпул печели шестата си титла. Започва битка между тях и двата отбора поставят града Ливърпул на футболната карта в средата на 60-те години на 20. век.
Тренировъчното игрище в Мелууд, в ужасно състояние през 1959 г., е превърнато във висококласна тренировъчна база. Шанкли въвежда нова система, която определя философията му за футбола. „Подавай и се движи, прави го опростено“ – кредо, взето от ежедневните мачове, играни от миньорите в Гленбък преди години. Той представя нова програма, при която играчите се срещат и се преобличат за тренировка на Анфийлд и след това се качват на автобуса за кратко пътуване до Мелууд. След тренировка всички се връщат обратно на Анфийлд да се изкъпят и преоблекат и да хапнат нещо. По този начин Шанкли се уверява, че всичките му играчи са загряли добре и че ще опази играчите си от контузии. И наистина през сезон 1965/66 Ливърпул става шампион, използвайки само 14 играчи, а двама от тях са изиграли само по няколко мача.
Първата купа на страната е спечелена през 1965, последвана от впечатляващи европейски успехи в Европа, като Ливърпул въвежда нов стил, на който завижда целият футболен свят. В центъра на това стои Шанкли, дирижиращ събитията на Анфийлд. Той е в съвършено разбирателство с феновете, знаейки как те се отнасят към футбола и разбирайки гордостта, която този успешен отбор им дава. Той никога не забравя откъде е тръгнал и би казал на всеки който се интересува, че футболистите му играят с отборна етика. Ако някой играч има слаб мач, Шанкли очаква негов съотборник да го покрие и да му помогне, както всеки би направил за съсед или колега. „Всичко за благото на тима.“ Феновете на Коп-а разбират тази проста философия.
1960-те години виждат рождението на втория велик период на Шанкли. Хънт, Сейнт Джон, Ийтс и Лоурънс напускат, а на тяхно място идват Кийгън, Хайвей, Ллойд и Клемънс. Следват успех след успех. Първият европейски трофей – Купа на УЕФА през 1973 г. е спечелен заедно със осмата титла за клуба. През 1974 г. Купата на футболната асоциация се завръща на Анфийлд след спиращ дъха мач срещу Нюкасъл. След това идва шокиращото оттегляне на Шанкли през юли 1974, който иска да прекарва повече време с жена си Нес и семейството си. Той оставя клуба в много способни ръце. Мениджърският състав, оставен в ръцете на бившите играчи Рони Моран и Рой Евънс е ръководен от нов мениджър – Боб Пейсли и клубът достига до още по-големи успехи в следващите години.

## Трофеи
- Шампион на Англия – 3 пъти: 1963/64, 1965/66, 1972/73;
- Купа на футболната асоциация – 2 пъти: 1964/65, 1973/74;
- Купа на УЕФА – 1972/73;
- Шампион на втора дивизия – 1961/62;
- Чарити шийлд – 3 пъти: 1964, 1965, 1966;
- Треньор на годината в Англия – 1972/73;
- Носител на Ордена на Британската империя – 1974;
- Английска футболна зала на славата – 2003 г.